# Lorenzo Relova
Lorenzo Relova (Pila, 20 januari 1916 - Makati, 24 april 2014) was een Filipijnse rechter. Relova was rechter van het Hooggerechtshof van de Filipijnen van april 1982 tot januari 1986.

## Biografie
Lorenzo Relova werd geboren op 20 januari 1916 in Pila in de Filipijnse provincie Laguna. Hij studeerde rechten aan de Law School van Ateneo de Manila University en was in 1939 een van de eerste afstudeerders van rechtenfaculteit. In augustus van hetzelfde jaar slaagde hij met een score van 83,2% tevens voor het toelatingsexamen (bar exam) van de Filipijnse balie. Na zijn studie werkte van 1940 tot 1945 als advocaat in Manilla en zijn geboorteprovincie Laguna. 
Na de Tweede Wereldoorlog werkte Relova voor de overheid. Van 1945 tot 1946 was hij assistent-openbaar aanklager van Laguna. Aansluitend was Relova tot 1961 assistent-openbaar aanklager van Manilla. Eind 1961 werd hij benoemd tot rechter van een rechtbank in Batangas. Van 1962 tot 1975 was hij rechter van een rechtbank in Manilla. In 1975 werd hij door president Ferdinand Marcos benoemd tot rechter van het Hof van beroep. In 1979 werd Relova aangesteld als Court Administrator van het Hooggerechtshof van de Filipijnen. 
In 1982 kwamen er na een schandaal bij de beoordeling van het toelatingsexamen voor de Filipijnse balie van 1981 twee plekken vrij het het Hooggerechtshof van de Filipijnen, doordat de twee direct bij het schandaal betrokken rechters Vicente Ericta en Ramon Fernandez werden ontslagen. Relova werd daarop op 14 april 1982 benoemd tot rechter van het Hooggerechtshof. In zijn periode in het Hooggerechtshof werd Relova bekend als de rechter die samen met vijf andere rechters en opperrechter Ramon Aquino oordeelden dat de door Marcos vervroegd uitgeschreven presidentverkiezing van 1986 (snap elections) wel degelijk grondwettelijk was. Deze verkiezingen en de daarop volgende EDSA-revolutie leidden uiteindelijk de val in van Marcos. De termijn van Relova in het Hooggerechtshof eindigde op 19 januari 1986, kort voor deze verkiezingen.
Na zijn termijn als rechter in het Hooggerechtshof was Relova werkzaam als hoogleraar aan zijn alma mater, de Ateneo de Manila University. Tevens was hij van 1989 tot 1993 lid van de Judicial and Bar Council, het orgaan dat verantwoordelijk is voor het voordragen van kandidaten voor vrijgekomen functies in het Filipijns hooggerechtshof en lagere Filipijnse rechtbanken.
Relova overleed in 2014 op 98-jarige leeftijd. Hij was getrouwd met Zita Relova.